# Pierre Corgne
Pour les articles homonymes, voir Corgne.
Ne doit pas être confondu avec Jean-Baptiste Le Corgne de Launay.
Pierre Corgne, né à Corlay dans l'ancien diocèse de Cornouaille (Côtes-d'Armor) le 15 mars 1696, fils de maître Pierre Corgne et de Françoise Le Joncour et mort à Corlay le 9 octobre 1781 est un théologien et homme d'Église français, docteur en théologie du Collège de Navarre à Paris et chanoine du diocèse de Soissons.

## Publications
- Dissertation théologique sur la célèbre dispute entre le pape S. Estienne et S. Cyprien, évêque de Carthage, où l'on explique la véritable pensée de S. Augustin, touchant la même dispute, 1725
- Dissertation sur le pape Libère, dans laquelle on fait voir qu'il n'est jamais tombé, 1726
- Dissertation critique et théologique sur le concile de Rimini, 1732
- Mémoire dogmatique et historique touchant les juges de la foi, où on prouve que les évêques, seuls et indépendamment des prêtres, sont juges de la foi, 1736
- Dissertation critique et théologique sur le monothélisme et sur le sixième concile général, 1742
- Les Droits de l'episcopat sur le second ordre, pour toutes les fonctions du ministère ecclésiastique, 1760
- Défense des droits des évêques dans l'Église, 2 vol., 1762-1763

## Source
- « Pierre Corgne », dans Louis-Gabriel Michaud, Biographie universelle ancienne et moderne : histoire par ordre alphabétique de la vie publique et privée de tous les hommes avec la collaboration de plus de 300 savants et littérateurs français ou étrangers, 2e édition, 1843-1865 [détail de l’édition]